# Hennadij Łytowczenko
Hennadij Wołodymyrowicz Łytowczenko, ukr. Геннадій Володимирович Литовченко, ros. Геннадий Владимирович Литовченко, Giennadij Władimirowicz Litowczenko (ur. 11 września 1963 w Dnieprodzierżyńsku) – ukraiński piłkarz, grający na pozycji pomocnika, reprezentant Związku Radzieckiego i Ukrainy, Wicemistrz Europy w 1988, trener piłkarski.

## Kariera zawodnicza

### Kariera klubowa
Do 1987 był piłkarsko związany z Dniepropietrowskiem, gdzie uczył się w szkole sportowej, a od 1981 występował z pierwszym zespole Dnipra. Tam też zdobył w 1983 Mistrzostwo ZSRR. Rok później w plebiscycie tygodnika Futboł uznano go najlepszym piłkarzem ZSRR. Pod koniec lat 80. został zawodnikiem kijowskiego Dynama, gdzie święcił kolejne triumfy: w 1990 zdobył Mistrzostwo i Puchar Związku Radzieckiego. W tym samym roku wyjechał do Grecji. Został ściągnięty przez trenera Ołeha Błochina (byłego kolegę z reprezentacji ZSRR) do Olympiakosu Pireus. W 1992 wspólnie z Błochinem świętował zdobycie Pucharu Grecji. W późniejszych sezonach występował w Austrii i na Cyprze oraz na Ukrainie. W Czornomorcu Odessa zakończył karierę.

### Kariera reprezentacyjna
28 marca 1984 meczem z RFN zadebiutował w reprezentacji ZSRR. W spotkaniu tym strzelił również swą pierwszą bramkę dla Sbornej. Jako reprezentant ZSRR brał udział w mistrzostwach świata w 1986 i 1990, zaś w 1988 zdobył tytuł Wicemistrza Europy. Rozegrany 18 czerwca 1990 na mistrzostwach świata mecz z Kamerunem był ostatnim jego występem dla drużyny Związku Radzieckiego. Łącznie wystąpił w niej 57 razy, zdobywając 14 bramek. W latach 1993–1994 zagrał także 4 mecze w kadrze Ukrainy.

## Kariera trenerska
Po zakończeniu kariery zawodniczej podjął pracę jako szkoleniowiec. Pracował jako asystent w CSKA Kijów, Krywbasie Krzywy Róg, Arsenale Kijów i Dniprze Dniepropietrowsk. Samodzielnie prowadził zespoły Krywbasu, Metalista Charków i Arsenału Charków. Równolegle, od 2002 jest zatrudniony w Federacji Futbolu Ukrainy jako asystent selekcjonera reprezentacji młodzieżowej. Od grudnia 2006 pracuje jako główny trener młodzieżowej drużyny Dynamo-2 Kijów.

## Sukcesy i odznaczenia

### Sukcesy klubowe

#### Dnipro Dniepropietrowsk
- Złoty medalista Mistrzostw ZSRR: 1983
- Srebrny medalista Mistrzostw ZSRR: 1987
- Brązowy medalista Mistrzostw ZSRR: 1984, 1985

#### Dynamo Kijów
- Złoty medalista Mistrzostw ZSRR: 1990
- Srebrny medalista Mistrzostw ZSRR: 1988
- Brązowy medalista Mistrzostw ZSRR: 1989
- Zdobywca Pucharu ZSRR: 1990

#### Olympiakos SFP
- Zdobywca Pucharu Grecji: 1992

#### Czornomoreć Odessa
- Srebrny medalista Mistrzostw Ukrainy: 1996

### Sukcesy reprezentacyjne
- Wicemistrz Europy: 1988
- uczestnik Mistrzostw Świata: 1986, 1990

### Sukcesy indywidualne
- najlepszy piłkarza radziecki według tygodnika „Futboł”: 1984
- 7-krotnie wybierany do listy 33 najlepszych piłkarzy ZSRR: 1983, 1984, 1985, 1987, 1988, 1990

### Odznaczenia
- tytuł Mistrza Sportu ZSRR: 1982
- tytuł Zasłużonego Mistrza Sportu ZSRR: 1988
- Order „Za zasługi” III klasy: 2004[1]
- Order „Za zasługi” II klasy: 2006[2].